# 枢機卿

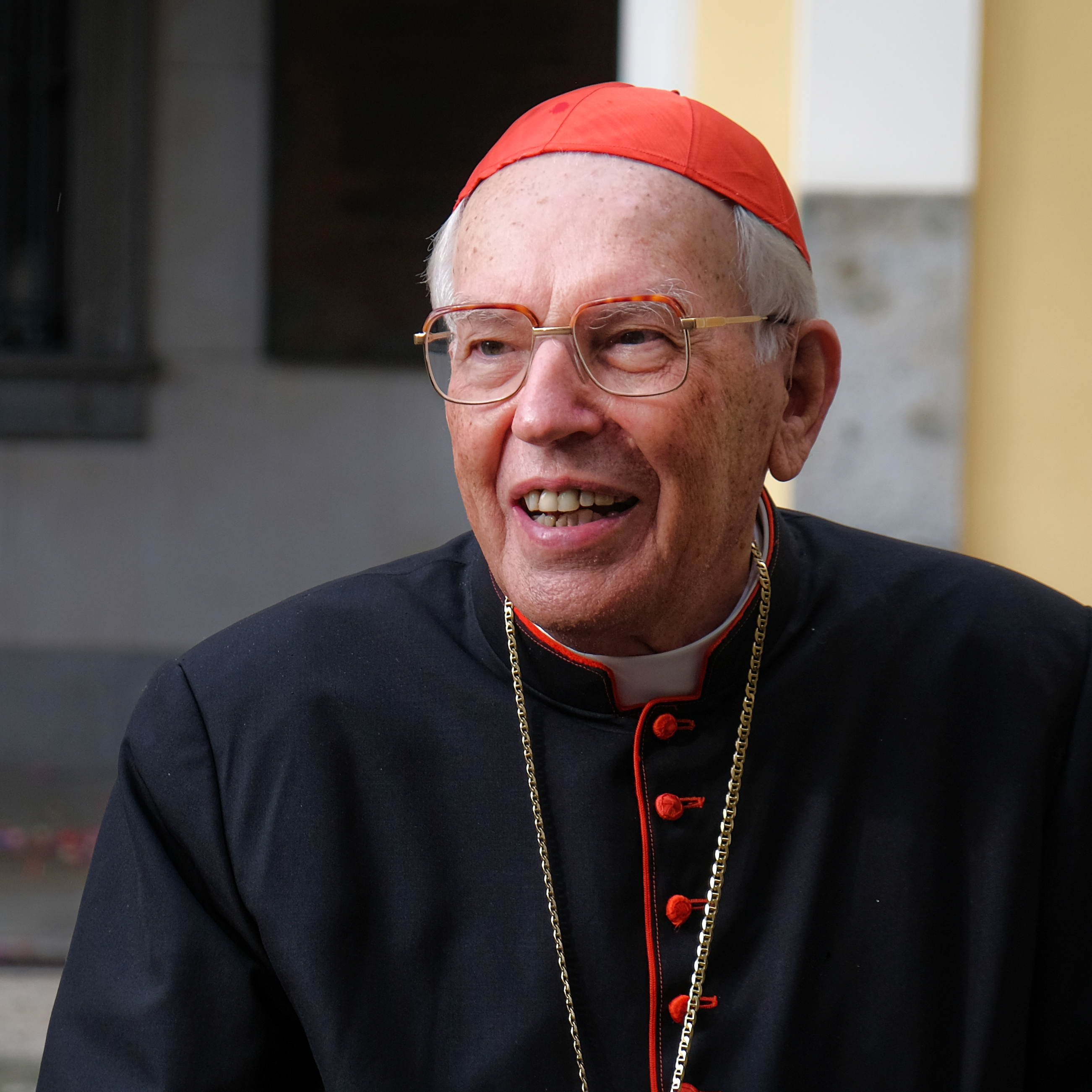
枢機卿のひとり ジョバンニ・バッティスタ・レ枢機卿

枢機卿（すうききょう、すうきけい、ラテン語: Cardinalis、英: Cardinal）は、カトリック教会における教皇の最高顧問である。重要な案件について教皇を直接に補佐する「枢機卿団」を構成すると同時に、個々の枢機卿は教会全体にかかわる日常的な職務について教皇を助ける。
正式な称号は「聖なるローマ教会の枢機卿」 で、枢機卿（カーディナル）という言葉自体はラテン語の「Cardo（カルド=蝶番）」に由来している。これには、枢機卿が教会にとって蝶番のように重要なものという意味がある。敬称は猊下（げいか）。なお、かつて日本では、枢機卿に対して、「すうききょう」「すうきけい」と２通りの読み方があったが、1960年4月にカトリック教の全国司教会議が「すうききょう」に読み方を統一することを決定。以後、カトリック教会はもちろん、マスメディアもこの決定に従ったため、「すうきけい」はあまり使われなくなった。
枢機卿は、原則として司教の叙階を受けた聖職者の中から教皇が自由に任命し、任期は設けられていない。また、教皇選出選挙（コンクラーベ）の選挙権は、枢機卿だけが持つ。これらと関連して、教皇没後等の使徒座空位時には教皇庁の運営を指導する役割も担う。使徒座空位時の枢機卿団の職務と教皇選挙の詳細については1996年に発布された使徒憲章『ウニヴェルシ・ドミニチ・グレギシ』で規定されている。
在任中の枢機卿に関しては、在任中の枢機卿の一覧を参照のこと。

## 機能と位階

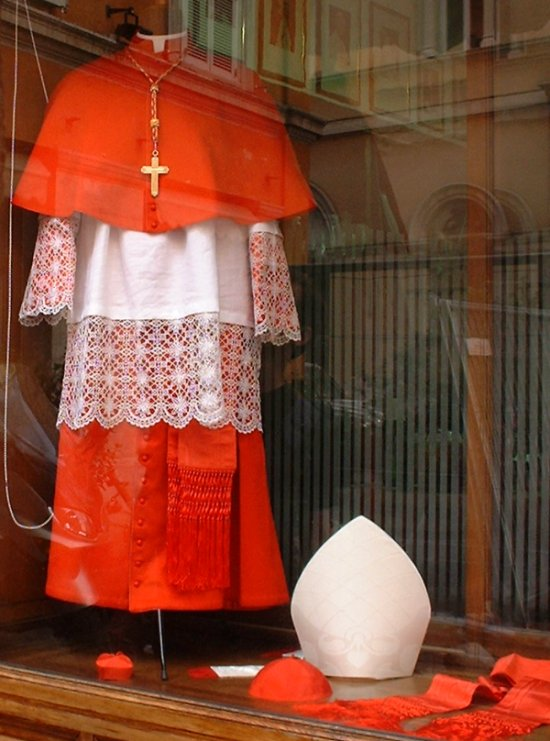
枢機卿の礼服

枢機卿の紋章の基本形

13世紀以来、枢機卿は緋色（カーディナルレッド）の聖職者服を身にまとう習慣がある。緋色は、信仰のためならいつでもすすんで命を捧げるという枢機卿の決意を表す色である。
教会法典第350条によれば、枢機卿には以下の三つの位階が存在する。
- 司教枢機卿[7]
- 司祭枢機卿[8]
- 助祭枢機卿[9]

これらは、カトリックの聖職位階である司教・司祭・助祭とは直接関係のない、意味の異なるもので、「司祭枢機卿」や「助祭枢機卿」であっても原則として枢機卿は司教の叙階を受けた聖職者の中から選ばれるので、実際には既に司教叙階を受けている者がほとんどである。

## 歴史と変遷
枢機卿の起源は、5世紀の教皇がローマに在住する司祭・助祭のあるものを自らの顧問団に任じたことであるとされる。その後、ローマ教区が拡大し、ローマ周辺にローマ教区に属する司教区が設けられると、その司教たちも枢機卿団に加えられた。これらが司祭枢機卿、助祭枢機卿、そして司教枢機卿のルーツである。当初の目的を果たすため、枢機卿はローマとその近郊から選ばれるのが通例であったが、教皇の権威が増していく中で、ローマ以外の地域からも枢機卿が選ばれるようになっていった。
教皇は、初めから枢機卿団によって選出されていたわけではない。古代においては教皇はローマ市民によって選ばれていた。中世に入って教皇の選挙権は枢機卿団のみが持つというシステムが構築されていった。西方教会の歴史の中で、司教団にこの権限をゆだねようという動きが出たこともあったが、結局実現しなかった。
中世に入って、枢機卿団が教皇宮廷の貴族のような色合いを持ち始めると、枢機卿は信者の男性であれば誰でも任命されうるものとなり、聖職者でない者も枢機卿団に加わっていた。たとえば16世紀の著名な枢機卿レジナルド・ポールは司祭叙階を受けるまでに18年以上も枢機卿職を務めていた。逆に、イングランドとフランスでは、宰相あるいは首席閣僚を枢機卿が務めていた時期があった。たとえばイングランドのトマス・ウルジー、フランスのリシュリューやマザランがそれにあたる。
現代では最低限の条件として司祭であることが必要とされており、通常は司教団から任命される。司祭が枢機卿に任命される場合は任命後に司教叙階を受けることが多いが、最近の例では2024年に枢機卿に任命されたドミニコ会士ティモシー・ラドクリフが枢機卿任命時に司祭であったが、高齢を理由に司教叙階の免除を願い出てゆるされている。
13世紀初頭にはわずか7人しかなかった枢機卿団であるが、16世紀に入って急速にその規模が拡大したため、シクストゥス5世の時代に枢機卿団の人数に70人という枠が設けられた。内訳は6名の司教枢機卿、50名の司祭枢機卿、14名の助祭枢機卿である。20世紀にいたるまでこの制限は守られていたが、ヨハネ23世はこの制限を解除し、枢機卿団を増員した。ついでパウロ6世は教皇選挙の有資格者を使徒座空位発生日時点で80歳未満の枢機卿に限り、その人数は120人までという制限を設定した。これは必然的に80歳未満の枢機卿の定員である。
以後、有権枢機卿の任命はこの120人という枠を念頭に置いて、その欠員を補充するために数年に一度のペースで任命が行われるようになった。ただし枢機卿団の年齢構成を考慮してか、120人を上回ることも何度か発生している（新たな枢機卿の任命時点で有権枢機卿の人数が120人を上回っても、次回のコンクラーベを迎えるまでに80歳以上となって選挙権を失う枢機卿が多数発生するため、有権枢機卿の定員については特に問題はないとされる）。また、この規定を逆手に取って、顕著な功績のあった80歳以上の聖職者の名誉的な枢機卿任命も行われるようになった。
現在の首席枢機卿は、2020年1月に就任したジョヴァンニ・バッティスタ・レ枢機卿である。

## 日本人の枢機卿

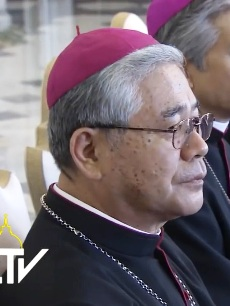
前田万葉

歴史上、日本国籍保持者の枢機卿は以下の7名がいる。
- 土井辰雄（1960年3月28日任命、1970年2月帰天）東京大司教
- 田口芳五郎（1973年3月5日任命、1978年2月帰天）大阪大司教、英知大学学長
- 里脇浅次郎（1979年6月30日任命、1996年8月帰天）長崎大司教
- 白柳誠一（1994年11月26日任命、2009年12月帰天）東京大司教、世界宗教者平和会議日本委員会理事長
- 濱尾文郎（2003年10月21日任命、2007年11月帰天）横浜司教、東京大司教区補佐司教、教皇庁移住・移動者司牧評議会（英語版）議長
- 前田万葉（2018年6月28日任命）大阪高松大司教
- 菊地功（2024年12月8日任命）東京大司教

なお、土井枢機卿は1963年の、白柳枢機卿と濱尾枢機卿は2005年の、前田枢機卿と菊地枢機卿は2025年のコンクラーベにそれぞれ参加している（田口枢機卿と里脇枢機卿は存命中にコンクラーベの開催自体がなかった）。2024年12月時点で存命である前田枢機卿は最長で2029年3月2日まで、菊地枢機卿は最長で2038年10月31日まで、それぞれコンクラーベへの参加義務がある。

## 備考
枢機卿は真紅の衣をまとうことから、ヨーロッパ諸語では「カーディナル（枢機卿）」は「赤」の代名詞となった。生物学ではショウジョウコウカンチョウ（ラテン語: Cardinalis cardinalis、英: Northern Cardinal、アメリカメジャーリーグのセントルイス・カージナルスの球団名の由来）、カージナルテトラの例のようによく使われる（日本語では猩々が使用される）。
カクテルの一種「カーディナル」は、赤ワインをベースにクレーム・ド・カシスを混ぜたもの。赤ワインでなく白ワインを用いたものはカーディナルではなく「キール」である。
欧米諸国では黒幕的な官僚や政治家を「灰色の枢機卿（éminence grise:灰色の猊下）」と呼ぶことがある。これはフランスの宰相リシュリュー枢機卿の片腕だった修道士フランソワ・ルクレール・デュ・トランブレーに由来する（灰色は修道士の服の色である。トランブレー自身は枢機卿ではない）。